# Víctor de la Parte
Víctor de la Parte González (Vitoria-Gasteiz, 22 juni 1986) is een Spaans voormalig wielrenner. In 2015 won hij verrassend het eindklassement van de Ronde van Oostenrijk.

## Belangrijkste overwinningen
2010
Eindklassement Ronde van Navarra
7e etappe Circuito Montañés
2012
8e etappe Ronde van Roemenië
1e etappe Sibiu Cycling Tour
Eind-, punten- en bergklassement Sibiu Cycling Tour
2013
5e etappe Ronde van Algerije
Eindklassement Ronde van Algerije
2014
Proloog Trofeo Joaquim Agostinho
Proloog Ronde van Portugal
2015
Eindklassement Flèche du Sud
1e etappe Ronde van Opper-Oostenrijk
4e en 6e etappe Ronde van Oostenrijk
Eindklassement Ronde van Oostenrijk

## Resultaten in voornaamste wedstrijden
| Jaar | Ronde van Italië | Ronde van Frankrijk | Ronde van Spanje |
| ---- | ---------------- | ------------------- | ---------------- |
| 2016 |                  |                     |                  |
| 2017 | 56e              |                     |                  |
| 2018 | 39e              |                     |                  |
| 2019 | 21e              |                     | opgave           |
| 2020 | 34e              |                     |                  |
| 2021 |                  | 72e                 |                  |
| 2022 |                  |                     |                  |
| 2023 |                  |                     |                  |
| 2024 |                  |                     |                  |

| Jaar | Milaan-San Remo | Ronde van Lombardije | Waalse Pijl | Clásica San Sebastián |  | Wereldranglijsten |
| ---- | --------------- | -------------------- | ----------- | --------------------- |  | ----------------- |
| 2016 | 125e            | 52e                  |             |                       |  |                   |
| 2017 |                 | 68e                  |             | opgave                |  | 177e (UWT)        |
| 2018 | 123e            |                      |             | 65e                   |  |                   |
| 2019 |                 | 47e                  |             | 64e                   |  |                   |
| 2020 |                 |                      |             |                       |  |                   |
| 2021 |                 |                      |             | 70e                   |  |                   |
| 2022 |                 | 80e                  |             | 40e                   |  |                   |
| 2023 |                 |                      |             | 89e                   |  |                   |
| 2024 |                 |                      | opgave      | 57e                   |  |                   |

## Ploegen
- 2011 –  Caja Rural
- 2012 –  SP Tableware (vanaf 1-6)
- 2013 –  SP Tableware
- 2014 –  Efapel-Glassdrive
- 2015 –  Team Vorarlberg
- 2016 –  CCC Sprandi Polkowice
- 2017 –  Movistar Team
- 2018 –  Movistar Team
- 2019 –  CCC Team
- 2020 –  CCC Team
- 2021 –  Total Direct Energie
- 2022 –  Team TotalEnergies
- 2023 –  TotalEnergies
- 2024 –  Euskaltel-Euskadi
- 2025 –  Euskaltel-Euskadi tot 7 maart

Banaszek · Brożyna · Černý · Großschartner · Hirt · Honkisz · Kaczmarek · Kiendyś · Kurek · Latoń · Małecki · Marycz · Matysiak · Michajlov · Mrożek · Owsian · Paluta · de la Parte · Paterski · Pluciński · Ponzi · Rebellin · Samojlaw · Stępniak · Stosz · Szmyd · Taciak
Amador · Anacona · Arcas · Barbero · Bennati · Betancur · Bico · Carapaz · Carretero · Castroviejo   · de la Parte · Dowsett · Erviti · Fernández · Jesús Herrada · José Herrada · Izagirre · Malori · Moreno · Oliveira · Pedrero · D. Quintana · N. Quintana · Rojas · Soler · Sutherland · Sütterlin · Valverde
Amador · Anacona · Arcas · Barbero · Bennati · Betancur · Bico · Carapaz · Carretero · Castrillo · de la Parte · Erviti · Fernández · Landa · Oliveira · Pedrero · D. Quintana · N. Quintana · Rojas · Rosón · Sepúlveda · Soler · Sütterlin · Valls · Valverde 
Antunes · Barta · Bernas · Bevin · Černý · ten Dam · De Marchi · Geschke · Gradek · Koch · Mareczko · Owsian · de la Parte · Pauwels · Rosskopf · Sajnok · Schär · Van Avermaet  · Van Hoecke · Van Hooydonck · Van Keirsbulck · Ventoso · Wiśniowski · Zoidl
Barta · Bevin · Černý · De la Parte · De Marchi · Geschke · Gradek · Hirt · Koch · Kotsjetkov · Mareczko · Masnada · Małecki · Paluta · Pauwels · Rosskopf · Sajnok · Schär · Trentin · Valter · Van Avermaet  · Van Hoecke · Van Hooydonck · Van Keirsbulck · Ventoso · Wiśniowski · Zakarin · Zimmermann
Boasson Hagen · Bodnar · Bonifazio · Burgaudeau · Cabot · de la Parte · Doubey · Dujardin · Ferron · Geniez (tot 31/5) · Grellier · Jousseaume · Latour · Lawless · Manzin · Oss · Ourselin · Rodríguez · J. Sagan · P. Sagan · Simon · Soupe · Terpstra · Turgis · Van Gestel · Vuillermoz · Devanne (stagiair) · Vercher (stagiair)
Boasson Hagen · Bodnar · Bonnet · Burgaudeau · Cabot · Cras · de la Parte · Doubey · Dujardin · Ferron · Grellier · Jeannière · Jousseaume · Latour · Manzin · Oss · Ourselin · Sagan · Simon · Soupe · Tesson · Turgis · Van Gestel · Vercher · Vuillermoz · Boniface (stagiair) · Cialone (stagiair) · Grolier (stagiair)
Aberasturi · Alustiza · Azparren · Azurmendi (tot 15/4) · Berasategi · Bizkarra · Bonillo · Bou · Cañellas · Cuadrado · de la Parte · Etxeberria · Fouché · Isasa · Iturria · Juaristi · López de Abetxuko · Martín · Maté · Mintegi · Zubeldia · Ganzabal (stagiair)